# Edneusa Dorta
Edneusa de Jesus Santos Dorta (Salvador, 28 de julho de 1976) é uma maratonista paralímpica brasileira.

## Biografia e carreira
Edneusa é natural de Salvador, na Bahia. Ela possui baixa visão desde que nasceu, como consequência de uma rubéola que sua mãe adquiriu durante a gravidez. Até os 24 anos de idade, competia no atletismo tradicional e, em 2012, passou para o atletismo paralímpico.
Edneusa estreou em Jogos Paralímpicos na Rio 2016, onde competiu na maratona classe T11, ao lado do guia Tito Sena, e conquistou a medalha de bronze com o tempo de 3h18min38. Com esse resultado, tornou-se a primeira medalhista paralímpica brasileira em maratonas.
Em 2019, ela disputou o Campeonato Mundial Paralímpico de Maratonas, em Londres, do Reino Unido, onde sagrou-se vice-campeã mundial da classe T12 ao concluir o percurso 42.195 metros em 3h13min17. O ouro ficou com a japonesa Misato Michisita.
Nos Jogos Paralímpicos de Tóquio 2020, Edneusa disputou os 1500 metros classe T13, terminando na nona colocação. Já na maratona classe T12, ela terminou em quarto lugar.

## Principais conquistas
Jogos Paralímpicos
- Bronze – maratona classe T12 (Rio 2016)[1][2][5]

Campeonato Mundial Paralímpico de Maratonas
- Prata - maratona classe T12 (Londres 2019)[2][4]